# A Little Bit Longer
A Little Bit Longer е третият студиен албум на американската поп рок група Jonas Brothers и вторият им, публикуван от Hollywood Records. Излиза на 12 август 2008 и получава предимно благосклонни оценки. Нарежда се на 40-о място в класацията Топ 50 най-добри албума на 2008 от списание Rolling Stone и на 49 в класацията 100 най-добри песни на същото списание. Първият сингъл е Burnin' Up и излиза на 20 юни.

## Информация за албума
Албумът е кръстен на песента, написана от Ник Джонас по повод преживяванията му с диабета. Изображенията към албума са разпространени от Team Jonas, официалният фен клуб на групата, до членовете на клуба чрез имейл.
Както и последният им албум, този е издаден в технологията CDVU+ и включва повече от 30 страници допълнения с ексклузивно видео изпълнение, 60 снимки, които могат да бъдат изпринтени, пълен пакет с текстове на песните, графики и скрити препратки. Освен това, материалният албум е направен от 100% рециклирани материали.
На 5 август 2008 албумът е пуснат по „The Leak“ на MTV, където един човек е имал възможност да го слуша още преди да бъде издаден.

## Песни
| A Little Bit Longer, 2008 | A Little Bit Longer, 2008    | A Little Bit Longer, 2008       | 39:32 |
| #                         | Заглавие на песента          | Автор(и)                        | Време |
| 1.                        | 'BB Good'                    | Jonas Brothers и Джон Тейлър    | 2:56  |
| 2.                        | 'Burnin' Up' (с Големия Роб) | Jonas Brothers                  | 2:54  |
| 3.                        | 'Shelf'                      | Jonas Brothers                  | 3:48  |
| 4.                        | 'One Man Show'               | Jonas Brothers                  | 3:08  |
| 5.                        | "Lovebug"                    | Jonas Brothers                  | 3:40  |
| 6.                        | "Tonight"                    | Jonas Brothers и Грег Гарбовски | 3:29  |
| 7.                        | 'Can't Have You'             | Jonas Brothers и Пи Джей Бианко | 4:28  |
| 8.                        | 'Video girl'                 | Jonas Brothers                  | 2:53  |
| 9.                        | 'Pushin' Me Away'            | Jonas Brothers                  | 3:03  |
| 10.                       | 'Sorry'                      | Jonas Brothers и Джон Фийлдс    | 3:12  |
| 11.                       | 'Got Me Going Crazy'         | Ник Джонас                      | 2:35  |
| 12.                       | 'A Little Bit Longer'        | Ник Джонас                      | 3:25  |

### Бонуси
Target Exclusive:
13. „Hello Goodbye“ (кавър на Бийтълс) (2:07)
Общо: 41:41
Wal-Mart Exclusive:
13. „Live to Party“ (2:58)
Общо: 42:32
Best Buy Exclusive:
13. „Out of This World“ (3:10)
Общо: 42:44
iTunes Deluxe Edition:
13. „Lovebug“ (видеоклип) (4:12)
14. Създаването на „Lovebug“ (4:21)
Общо: 48:05
Европейско издание:
13. „When You Look Me in the Eyes“ (4:09)
Общо: 43:43
Австралийско издание:
13. „Live To Party“ (2:58)
14. „Hello Goodbye“ (2:07)
Общо: 44:08

### Японско издание

#### CD само
| A Little Bit Longer, 2008 | A Little Bit Longer, 2008      | A Little Bit Longer, 2008                     | 51:45 |
| #                         | Заглавие на песента            | Автор(и)                                      | Време |
| 1.                        | 'When You Look Me in the Eyes' | Jonas Brothers, Пи Джей Бианко и Реймънд Бойд | 4:09  |
| 2.                        | 'BB Good'                      | Jonas Brothers и Джон Тейлър                  | 2:56  |
| 3.                        | 'Burnin' Up' (с Големия Роб)   | Jonas Brothers                                | 2:54  |
| 4.                        | 'Shelf'                        | Jonas Brothers                                | 3:48  |
| 5.                        | 'One Man Show'                 | Jonas Brothers                                | 3:08  |
| 6.                        | "Lovebug"                      | Jonas Brothers                                | 3:40  |
| 7.                        | "Tonight"                      | Jonas Brothers и Грег Гарбовски               | 3:29  |
| 8.                        | 'Can't Have You'               | Jonas Brothers и Пи Джей Бианко               | 4:28  |
| 9.                        | 'Video girl'                   | Jonas Brothers                                | 2:53  |
| 10.                       | 'Pushin' Me Away'              | Jonas Brothers                                | 3:03  |
| 11.                       | 'Sorry'                        | Jonas Brothers и Джон Фийлдс                  | 3:12  |
| 12.                       | 'Got Me Going Crazy'           | Ник Джонас                                    | 2:35  |
| 13.                       | 'A Little Bit Longer'          | Ник Джонас                                    | 3:25  |
| 14.                       | 'Hello Goodbye'                | В оригинал: Джон Ленън и Пол Маккартни.       | 2:07  |
| 15.                       | 'Live to Party'                | Jonas Brothers                                | 2:58  |
| 16.                       | 'Infatuation'                  | Jonas Brothers                                | 3:30  |

#### CD+DVD
| A Little Bit Longer, 2008 | A Little Bit Longer, 2008       | A Little Bit Longer, 2008                     | 53:16 |
| #                         | Заглавие на песента             | Автор(и)                                      | Време |
| 1.                        | 'When you Look Me in the Eyes'  | Jonas Brothers, Пи Джей Бианко и Реймънд Бойд | 4:09  |
| 2.                        | 'Alone'                         | Jonas Brothers                                |       |
| 3.                        | 'Burnin' Up' (с Големия Роб)    |                                               | 2:55  |
| 4.                        | 'Shelf'                         | Jonas Brothers                                | 3:48  |
| 5.                        | 'One Man Show'                  | Jonas Brothers                                | 3:08  |
| 6.                        | Lovebug                         | Jonas Brothers                                | 3:40  |
| 7.                        | "Tonight"                       | Jonas Brothers и Грег Гарбовски               | 3:29  |
| 8.                        | 'Can't Have You'                | Ник Джонас                                    | 4:28  |
| 9.                        | 'Video girl'                    | Jonas Brothers                                | 2:53  |
| 10.                       | 'Pushin' Me Away'               | Jonas Brothers                                | 3:03  |
| 11.                       | 'Sorry'                         | Jonas Brothers и Джон Фийлдс                  | 3:12  |
| 12.                       | 'Got Me Going Crazy'            | Ник Джонас                                    | 2:35  |
| 13.                       | 'A Little Bit Longer'           | Ник Джонас                                    | 2:25  |
| 14.                       | 'Hello Goodbye'                 | В оригинал: Джон Ленън и Пол Маккартни.       | 2:07  |
| 15.                       | 'Infatuation'                   | Jonas Brothers                                | 3:30  |
| 16.                       | 'Burnin' Up' (на живо)          | Jonas Brothers                                | 2:55  |
| 17.                       | 'Shelf' (на живо)               | Jonas Brothers                                | 3:48  |
| 18.                       | 'Pushin' Me Away' (на живо)     | Jonas Brothers                                | 3:03  |
| 19.                       | 'A Little Bit Longer' (на живо) | Ник Джонас                                    | 3:25  |

DVD
1. „When You Look Me in the Eyes“ (MV)
2. „Burnin' Up“ (MV)
3. „Burnin' Up“ ("Making of the video)
4. „Lovebug“ (MV)
5. „Lovebug“ (Making of the video)
6. „JB Special Message“ (бел. пр. Специално съобщение на Джонас Брадърс)
7. „A Little Bit Longer: Албумна версия с ексклузивна фотогалерия“
8. "A Little Bit Longer: Clear Channel изпълнение
9. Трейлър на Група в Автобус
10. Клипове от YouTube:

- DJ Danger
- Nick J Show
- Taichi
- Gibson Surprise Visit
- Look Me in the Eyes Tour Makes History
- Meet The Queen Josephyne

## Специални DVD-та
Target exclusive
Изданието на Таргет включва DVD със следното съдържъние:
- „JB Rules“
- Видеа на живо от Игрите на Канал Дисни 2008:
  - „S.O.S“
  - „Burnin' Up“
  - „This Is Me“ (с Деми Ловато)

Jonas Brothers official site pre-order bonus DVD
Фенове, които са поръчали A Little Bit Longer по интернет преди официалното му излизане получили DVD, включващи следното:
- Jonas Brothers' special message
- A Little Bit Longer album piece
- „A Little Bit Longer“ (акустично изпълнение на живо)
- „Lovebug“ (акустично изпълнение)
- Трейлър на Група в Автобус
- Видео клипове на Jonas Brothers в YouTube

Canadian Deluxe Edition
Канадското специално издание включва DVD със следното съдържание:
- Live@Much: Jonas Brothers – A MuchMusic special presentation (специално представяне)
- A Little Bit Longer album piece
- Трейлър на групата в автобус
- Видеоклипове в YouTube:
  - DJ Danger
  - Nick J Show – Anger
  - Tai Chi
  - Nick J Show – Revenge
  - Gibson Surprise Visit
  - Look Me in the Eyes Tour Makes History
  - Meet the Queen
- Видеоклипове:
  - Burnin' Up
  - Lovebug

## Сингли
Burnin' Up

Burnin' Up е първият сингъл от албума и е пуснат официално чрез радио станции на 20 юни 2008. На същия ден по Канал Дисни за пръв път се излъчва видеоклипът на песента след премиерата на Camp Rock.
Lovebug

Вторият официален сингъл от албума, Lovebug, е представен за пръв път на MTV Video Music Awards 2008, а официалното му пускане е на 30 септември 2008. Официалният видеоклип на песента е пуснат за пръв път по Канал Дисни на 19 октомври същата година.
Tonight

Третият официален сингъл, Tonight, е потвърден на 36-ите Ежегодни Музикални Награди на Америка. Издаден е на 4 януари 2009, а премиерата на видеоклипа е на 19 януари 2009.
Промоционални сингли
На 24 юни 2008 iTunes обявяват, че ще пускат по една песен от албума на всеки две седмици, като част от сделка. Песните били Burnin' Up, Pushin' Me Away, Tonight и A Little Bit Longer. Заради високи дигитални продажби, всички тези песни участват в класацията Billboard Hot 100, като Tonight се класира най-високо – на №8. След издаването на албума всички песни участват в различни класации на Billboard.

## Изпълнители
- Ник Джонас – вокал, барабани, китара, пиано
- Джо Джонас – вокал, китара, пиано, перкусии
- Кевин Джонас – беквокал, китара, мандолина
- Джон Тейлър – китара
- Грег Гарбовски – бас китара
- Джак Лоулес – барабани
- Райън Лейстман – клавирни инструменти

## История на издаванията по света
| Държава                 | Дата              |
| ----------------------- | ----------------- |
| САЩ                     | 12 август 2008    |
| Канада                  | 12 август 2008    |
| Бразилия                | 12 август 2008    |
| Аржентина               | 21 август 2008    |
| Колумбия                | 21 август 2008    |
| Хонг Конг               | 26 август 2008    |
| Великобритания          | 29 септември 2008 |
| Европа                  | 3 октомври 2008   |
| Филипините              | 6 октомври 2008   |
| Австралия               | 11 октомври 2008  |
| Нова Зеландия           | 13 октомври 2008  |
| Южна Африка             | 14 ноември 2008   |
| Тайван                  | 14 ноември 2008   |
| Канада (Deluxe Edition) | 9 декември 2008   |
| Япония                  | 14 януари 2009    |

## Класации и продажби
В първата си седмица албумът заема първа позиция в Billboard 200 с 545 402 продажби. Всички песни участват в Billboard Hot 100, The Bubbling Under Chart или Pop 100. Четирите сингъла, пуснати по iTunes, участват в класацията Топ Песни на iTunes. Албумът се определя като издание на Hollywood Records с най-много продажби през първата си седмица в САЩ и по света.
През втората си седмица, албумът остава на първа позиция със 147 хил. копия, а през третата пада на четвърто с 80 хил. Има продадени 1 520 000 копия в САЩ и има платинен сертификат.

### Позиции в класации и продажби
| Класация                     | Най-висока позиция | Продажби  | Сертификат |
| ---------------------------- | ------------------ | --------- | ---------- |
| Топ 100 албуми Мексико       | 1                  | 100 000   | платинен   |
| Топ 100 албуми САЩ           | 1                  |           |            |
| Billboard Топ 200            | 1                  | 1 520 000 | платинен   |
| Топ 100 албуми Канада        | 1                  |           |            |
| Топ 100 албуми Испания       | 3                  | 40 000    | златен     |
| Топ 40 албума Нова Зеландия  | 11                 | 7500      | златен     |
| Топ 50 албума Полша          | 11                 | 10 000    | златен     |
| Топ 50 албума Австралия      | 14                 |           |            |
| Топ 150 албума Франция       | 14                 |           |            |
| Топ 75 албума Ирландия       | 15                 | 7500      | златен     |
| Топ 75 албума Великобритания | 19                 | 70 000    | сребърен   |
| Топ 50 албума Германия       | 23                 |           |            |
| Топ 75 албума Австрия        | 27                 |           |            |
| Топ 40 албума Норвегия       | 27                 |           | златен     |
| Топ 30 албума Португалия     | 27                 |           |            |
| Орикон Япония                | 35                 |           |            |
| Топ 40 албума Дания          | 38                 |           |            |
| Топ 100 албума Холандия      | 40                 |           |            |
| Топ 60 албума Швеция         | 54                 |           |            |
| Топ 100 алубма Швейцария     | 55                 |           |            |